# 藤井シェリー
藤井 シェリー（ふじい しぇりー、1990年2月18日 - ）は、東京都出身の元AV女優。

## 略歴
フィリピン人（父）と日本人（母）のハーフ。芸名は、藤井リナとSHELLYから。所属事務所はセレクション。
16歳の夏に、初めて交際した彼氏と初体験。高校1年生のときに見たアダルトビデオで、AV女優の魅力に感銘を受け、アダルト業界入りを目指した。
2008年9月にAVデビューに先駆け、公式ブログ「いとしのシェリー」を開設。浅尾リカ引退以降、専属女優のいなかったMillionと専属契約を結ぶ。「芸能人より、美人。」のキャッチコピーで、同年11月17日に『美神』でデビュー。
2010年3月24日、スカイパーフェクTV!の「スカパー!アダルト放送大賞」の新人女優賞を受賞。同年7月より麻倉憂、大石のぞみと共に「ミリオンガールズ2010」の一員となる。
2011年、黒羽幸宏の著書『裸心』（AV女優がその道に進むまでの話を私小説風にまとめたもの）に、かすみ果穂、大塚咲、佐伯奈々、水野つかさ、星月まゆららと共に登場している。
2012年10月14日の公式ブログ、同年12月4日のツイッターを最後に、それぞれ更新が停止。KMP代表（当時）の北昭夫は、2012年12月31日のツイッターで「契約はしているが何らかの事情で撮影できない」と発言。実質的な活動休止状態となっていた。
2014年9月2日、新たにブログとツィッターが開設され、ブログ内で芸名を「Shelly」に改めたことを報告。また、所属事務所もロゼオに移籍。10月19日に復帰作が発売され、アイデアポケット専属女優として活動を再開。
2015年7月よりワンズファクトリー専属となる。なお、これ以降の作品では「シェリー」と表記されている。
2016年2月28日開催のイベントをもって引退。

## 人物
- 好きなもの:マンゴー、バナナ、チョコレート、ラーメン、ビール
- 嫌いなもの:ネギ類、カエル
- 飼っているペット:アリス（キャバリアの雌。友人のキャバリアが産んだ子を引き取った。誕生日は6月2日）
- 趣味:映画鑑賞、編み物
- 好きなタイプは、ガッシリとした体型で、性格にギャップのある人[8]。
- エビアレルギーである。

## 出演作品

### アダルトビデオ
2008年
- 美神（11月17日、Million）
- 学校でしちゃお♥（12月19日、Million）

2009年
- 藤井シェリーがあなただけを応援します!（1月16日、Million）
- 初体験（2月20日、Million）
- ドラマスペシャル セレブなシェリー（3月20日、Million）
- 超デジモ リアルSEX（4月17日、Million）
- 超高級ソープで癒してあげる♥（5月18日、Million）
- もしも藤井シェリーが僕の彼女だったら…（6月19日、Million）
- 学校で中出ししちゃお♥（7月17日、Million）
- すんごく気持ちいい中出ししよッ♥（8月17日、Million）
- 裏・愛音まひろ レズ解禁 責め手は藤井シェリー（8月17日、Million）
- アイドル寝起き襲撃SEX NEO（8月21日、Million）
- 藤井シェリーが奥さんになってあげる♥（9月17日、Million）
- EROTIC DIVA ［女神］（10月16日、Million）
- 藤井シェリー 4時間/5本番（11月16日、Million）
- 鬼フェラ地獄×藤井シェリー feat.星優乃（12月18日、Million）

2010年
- 復活 イカセ4時間 SUPER SPECIAL（1月15日、Million）
- 中出し10連発（2月19日、Million）
- 裏・藤井シェリー マジイキ連発!伝説の裏シリーズ登場でシェリー大絶叫!（3月19日、Million）
- 潜入捜査官 藤井シェリー 〜イカセの責め苦〜（4月16日、Million）
- 学校で中出し大乱交しようよ（5月21日、Million）
- イカセ24時間（6月25日、Million）
- 藤井シェリーと成瀬心美のダブルドリーム（7月16日、Million）
- ベストフレンド 5（8月20日、Million）
- 復活! ミリオンガールズ2010（8月20日、Million）
- ミリオン伝説の企画に挑戦 〜今、再び蘇る〜（9月17日、Million）
- 痴女フェラ最強王座決定戦2010（10月15日、Million）
- 鬼イカセ スーパースペシャル（10月15日、Million）
- スーパー痴女優への道（11月12日、Million）
- ミリオン・ドリーム2010 放課後エッチタイム♪（12月10日、Million）
- 美3D 飛び出す潮吹き!（12月10日、Million）

2011年
- 出撃! やりすぎシェリーがお宅訪問（1月14日、Million）
- いきなり公然ワイセツ 解禁! 初露出（2月11日、Million）
- 潜入捜査官 2（3月11日、Million）
- ミリガが選んだもっとも気持ち良かったSEX（3月11日、Million） ※総集編
- 復活! ミリオン名作エロドラマ 女子校生 痴漢物語（4月8日、Million）
- 宇宙企画30周年記念 大人の保健室（5月13日、宇宙企画）
- ミリオン・ドリーム2011 もぅ!お義兄ちゃんのことなんか(怒!) …大好きだよ!!(笑)（5月13日、Million）
- もしも藤井シェリーが女教師ペットだったら…（6月10日、Million）
- 南の島でリゾートしちゃお（7月8日、Million）
- 緊縛令嬢 本格緊縛ドラマに藤井シェリーが挑む!!（8月12日、Million）
- 藤井シェリーと鈴音りおなのダブルドリーム（9月9日、Million）
- デビュー3周年記念スペシャル 藤井シェリーと4人の監督4本番（10月14日、Million）
- 藤井シェリーデビュー3周年記念スペシャル 180分4本番（11月11日、Million）
- ミリオン・ドリーム 女子校生は怪盗シスターズ（12月9日、Million）

2012年
- 欲しがる淫妻 調教（1月13日、Million）
- 失神するまでHしよっ♥（2月10日、Million）
- 潜入捜査官 3（3月9日、Million）
- ザーメン100発 精子飛び交う乱交パーティー（4月13日、Million）
- あなた見ないで下さい…。 〜夫の目の前で凌辱された人妻〜（5月11日、Million）
- 発情痴女（6月8日、Million）※自身による出演・監督・編集・プロデュース作品
- ミリオン・ドリーム2012 新リーダーは、ぜ〜ったい私なんだからっ♥（7月13日、Million）
- 4時間5本番 2 部活でHしちゃお♥（8月10日、Million）
- 緊縛令嬢 2（9月14日、Million）
- 黒人のデカマラが好きすぎて…（10月12日、Million）
- イヤらしい敏感なカラダ（11月9日、Million）
- KMPドリーム2012 エッチな商店街は大騒ぎ全員集合スペシャル（12月14日、million）

2013年
- 拘束イカセ拷問（1月11日、Million）
- 藤井シェリー 完全網羅!!8時間 SEX100連発 special（3月8日、million）※総集編

2014年
- 電撃移籍! FIRST IDEAPOCKET（10月19日、アイデアポケット）
- Shellyが○○しながらセックス 日常にあるオトコのエロ妄想 25シチュエーション4時間（11月19日、アイデアポケット）
- Shellyとヴァーチャル野外露出デート（12月19日、アイデアポケット）

2015年
- 彼女の姉貴とイケナイ関係（1月19日、アイデアポケット）
- DIGITAL CHANNEL DC125（2月1日、アイデアポケット）
- 初パイパン×激潮噴射×鬼アクメ（3月19日、アイデアポケット）
- 極痴女秘書の華麗なるマラ遊び（4月19日、アイデアポケット）
- 淫語たっぷり精子吸引バキュームフェラチオ キ○タマに溜まった濃いぃザー汁は一滴残らず吸い上げます！（5月19日、アイデアポケット）
- タイトスカート 痴女医の淫らな誘惑（6月19日、アイデアポケット）
- 専属決定 WANZ式しつこい中出しSPECIAL（7月1日、ワンズファクトリー）
- 私の子宮を射精でオとして（8月1日、ワンズファクトリー）
- 新任女教師 残忍冷酷中出しレ×プ輪姦（9月1日、ワンズファクトリー）
- シェリーの凄テクを我慢できれば生中出しSEX!（10月1日、ワンズファクトリー）
- 孕ませ痴漢電車（11月1日、ワンズファクトリー）
- Shelly PERFECT BEST 16時間（12月1日、アイデアポケット）※総集編
- 10発中出しするまで勃起させちゃうお姉様SEXテクニック（12月1日、ワンズファクトリー）

2016年
- アナル解禁で引退（2月12日、REAL）
- シェリー全部中出し8時間（3月1日、ワンズファクトリー）※総集編

### オリジナルビデオ
- ユリア100式（2009年11月20日、Million）監督:城定秀夫[9]
- エロ怖い怪談 第弐之怪 ポルターガイスト（2010年7月16日、トップ・マーシャル）

### バラエティビデオ
- たびとも 藤井シェリー×麻倉憂（2011年7月27日、つくばテレビ）

### イメージビデオ
- DE LUCH（2012年7月30日、UGANDA）
- 湯けむりおっぱい 〜夏の陣〜（2012年10月31日、オルスタックピクチャーズ）

## テレビ出演
- 桃のささやき #24（2011年5月25日初回放送、MONDO TV）
- そこウサ（ - 2012年12月、チバテレビ、TOKYO MX）
- 竹山のやりたい100のこと〜ザキヤマ&河本のイジリ旅〜（フジテレビONE）

## 写真集
- しぇりーまいらぶ（2014年9月20日、双葉社、撮影：篠原潔）ISBN 978-4575307481